# آگوست فن ده وره
آگوست فن ده وره (هلندی: Auguste Van de Verre) کماندار اهل بلژیک است. از افتخارات وی میتوان به کسب مدال طلا در بازی‌های المپیک تابستانی ۱۹۲۰ اشاره کرد.